# Joseph Ransonnet
Pour les articles homonymes, voir Ransonnet.
Jacques Joseph Ransonnet, né le 18 avril 1778 à Liège et mort le 21 avril 1862 dans le 17e arrondissement de Paris, est un officier de marine français qui participa à l'expédition Baudin. 

## Biographie
Belge de naissance, il est le fils du général de la Révolution française Jean-Pierre Ransonnet et le frère de trois officiers morts sous les drapeaux français. Lui-même fait carrière en qualité d'officier de marine. 
Embarqué pour l'expédition vers les Terres australes que conduit Nicolas Baudin au départ du Havre à compter du 19 octobre 1800 en qualité d'aspirant de 2e classe à bord du Naturaliste, Joseph Ransonnet change plusieurs fois de navire au cours de ce voyage d'exploration scientifique pendant lequel il est élevé au grade d'aspirant de 1re classe, puis d'enseigne de vaisseau à Timor le 20 octobre 1801. Son nom a été donné par Baudin au cap Ransonnet en 1801.
Il est transféré sur la Casuarina le 10 mai 1803 à Timor, et rejoint Le Géographe à l'île de France, le 29 août 1803.
A son retour, il embarque comme second à bord du brick Phaeton puis du brick Le Cygne et se distingue à la mer lors de plusieurs combats navals. Blessé et fait prisonnier à bord du premier de ces navires, il est libéré par échange avec les Anglais. Nommé lieutenant de vaisseau en 1807, il commande le brick L'Alcyon puis la corvette La Diane. Il est décoré de la Légion d'honneur en 1811.
En 1813, le capitaine de corvette Ransonnet devient l'aide de camp du gouverneur d'Anvers Lazare Carnot. À ce titre, il participe à la défense de la place assiégée en 1814. Il est alors l'auteur d'un Journal du siège d'Anvers qui semble être resté inédit mais dont des extraits sont cités par François Arago dans son panégyrique de Lazare Carnot présenté devant l’Académie des Sciences en 1837.
Resté auprès de Carnot en qualité de secrétaire particulier, il le sert fidèlement durant les Cent-Jours où son protecteur occupe les fonctions de ministre de l'Intérieur. Compris das la proscription de ce dernier, il se réfugie momentanément en Belgique avant d'être autorisé à revenir en France.
Réintégré dans la marine après la Révolution de Juillet avec le grade de capitaine de frégate qui lui est accordé le 26 août 1830, il officie quelques mois en tant que secrétaire du général Sébastiani, ministre de la Marine. Il retrouve ensuite la mer et sert à Toulon.
Ayant obtenu au préalable des lettres de déclaration de naturalité le 20 décembre 1814, il se voit accorder par le roi Louis-Philippe Ier des lettres de grande naturalisation le 7 août 1839.
Promu capitaine de vaisseau le 30 septembre 1840, Joseph Ransonnet est admis à la retraite d'ancienneté de son grade par une ordonnance royale du 7 février 1842.
Il fut le dernier membre survivant de l'expédition Baudin.